# Мшана Долна
Мша̀на Долна (на полски: Mszana Dolna) е град в Южна Полша, Малополско войводство, Лимановски окръг. Административен център е на селската Мшанска община, без да е част от нея. Самият град е обособен в самостоятелна градска община с площ 27,10 км2.

## Население
Според данни от полската Централна статистическа служба, към 1 януари 2014 г. населението на града възлиза на 7 863 души. Гъстотата е 290 души/км2.